# محسوس
المحسوس هو الحسي أي المدرك بالحس. والمحسوسات الجمع. وهو قد يكون محسوسا بالأصالة بالذات وقد يكون محسوسا بالعرض.
والمحسوس بالذات ما يكون محسوسا لا بالتبعية والمحسوس بالعرض ما يكون محسوسا بالتبعية لا بالأصالة، مثلا البصر يحس الضوء واللون بالذات والعظم والعدد والوضع والشكل والحركة والسكون والقرب والبعد بالعرض أي بتوسط الضوء واللون.